# Március 28.
Március 28. az év 87. (szökőévben 88.) napja a Gergely-naptár szerint. Az évből még 278 nap van hátra.
Névnapok: Gedeon, Johanna + Gede, Gedő, Gida, Hannadóra, Hannaliza, Hannaróza, Ixion, Janina, János, Kapisztrán, Katapán, Maja, Szixtin, Szixtina, Szixtusz, Hanna

## Események

### Politikai események
- 1461 – A Ferrybridge-i csata a rózsák háborújában.
- 1598 – Pálffy Miklós gróf, országbíró és Adolf von Schwarzenberg herceg katonái éjszakai cselvetés után megrohanják a török kézen lévő Győr várát.
- 1923 – Glattfelder Gyula csanádi megyés püspököt a román hatóságok kitoloncolják, székhelyét Temesvárról Szegedre teszi át.
- 1945 – A visszavonuló német csapatok felrobbantják a komáromi Duna-hidat.

### Tudományos és gazdasági események
- 1802 – Heinrich Wilhelm Olbers felfedezte a második kisbolygót, és elnevezte Pallasnak.

### Kulturális események

#### Irodalmi, színházi és filmes események
- 1978 – Népszínház név alatt összevonják az Állami Déryné Színházat és a 25. Színházat.

### Sportesemények
Formula–1
- 1976 –  amerikai nagydíj - Nyugat, Long Beach - Győztes: Clay Regazzoni  (Ferrari)
- 1993 –  brazil nagydíj, Interlagos - Győztes: Ayrton Senna  (McLaren Ford)
- 2010 –  ausztrál nagydíj, Melbourne - Győztes: Jenson Button  (McLaren Mercedes)

### Egyéb események
- 1723 – Tűzvész következtében elpusztul a korabeli Buda jelentős része, a mentést végzők közül 12 ember meghal, 10-et eltűntnek nyilvánítanak.
- 1979 – Az egyesült államokbeli Three Mile Island-i atomerőmű hűtőrendszere meghibásodik. A baleset a környezet nukleáris szennyeződéséhez vezet.
- 2014 – Budapesten átadják az M4-es metróvonalat.

## Születések
- 1483 (más források szerint április 6.) – Raffaello Sanzio reneszánsz kori olasz festő és építész († 1520)
- 1812 – Görgey Ármin hadnagy, Görgei Artúr testvére († 1877)
- 1820 – Hertelendy Kálmán Zala vármegye főispánja († 1875)
- 1847 – Farkas Gyula matematikus, fizikus, az MTA tagja († 1930)
- 1862 – Aristide Briand francia politikus, aki hat ciklus alatt tizenegy alkalommal volt Franciaország miniszterelnöke. Munkásságáért 1926-ban Gustav Stresemann német politikussal közösen Nobel-békedíjat kapott († 1932)
- 1868 – (Julián naptár sz. március 16.), Makszim Gorkij (er. Alekszej Makszimovics Peskov), orosz író, drámaíró, publicista († 1936)
- 1873 – Nagy István magyar festőművész († 1937)
- 1893 – B. Szabó István magyar politikus, miniszter († 1976)
- 1907 – Schwott Lajos magyar karikaturista, grafikus († 1987)
- 1908 – Iszak Konsztantinovics Kikoin szovjet fizikus, atom és magfizikai kutatásokat végzett és részt vett a szovjet atomfegyver kifejlesztésében († 1984)
- 1911 – Consalvo Sanesi olasz autóversenyző († 1998)
- 1913 – Gergely Márta magyar író, szerkesztő († 1973)
- 1914 – Bohumil Hrabal cseh író († 1997)
- 1914 – Osztrovszki György iparpolitikus, vegyészmérnök, az MTA tagja († 1988)
- 1921 – Dirk Bogarde amerikai színész († 1999)
- 1925 –  Innokentyij Mihajlovics Szmoktunovszkij szovjet–orosz színész († 1994)
- 1925 – Csuvik Oszkár vízilabdázó, úszó († 2008)
- 1929 – Paul England ausztrál autóversenyző († 2014)
- 1929 – Psota Irén kétszeres Kossuth-díjas és kétszeres Jászai Mari-díjas magyar színművésznő, a nemzet színésze († 2016)
- 1929 – Lemhényiné Tass Olga magyar tornász, olimpiai bajnok († 2020)
- 1935 – Hubert Hahne német autóversenyző († 2019)
- 1936 – Fekete Győr István magyar zenetanár, zeneszerző († 2024)
- 1936 – Mario Vargas Llosa Irodalmi Nobel-díjas perui író († 2025)[1]
- 1938 – Granasztói György magyar történész, egyetemi tanár († 2016)
- 1941 – Kovács Zsolt magyar hídépítő mérnök, a Magyar Köztársasági Érdemrend lovagkeresztjének birtokosa
- 1942 – Samuel Ramey amerikai operaénekes (basszus)
- 1947 – Leblanc Győző magyar operaénekes, színész, rendező
- 1949 – Reviczky Gábor Kossuth-díjas magyar színész
- 1952 – Tony Brise (Anthony Brise) brit autóversenyző († 1975)
- 1954 – Vókó János magyar színész
- 1972 – Lipcsei Péter magyar labdarúgó
- 1976 – Liam O’Brien amerikai szinkronszínész
- 1977 – Karsai Dániel magyar ügyvéd, alkotmányjogász († 2024)
- 1979 – Daniel Montenegro argentin labdarúgó
- 1981 – Julia Stiles amerikai színésznő
- 1984 – Nyikolaj Szkvorcov orosz úszó
- 1984 – Daumants Dreiškens olimpiai ezüstérmes lett bobos
- 1985 – Stanislas Wawrinka svájci teniszező
- 1986 – Lady Gaga amerikai énekesnő
- 1989 – Keller Ákos magyar kosárlabdázó
- 1992 – Harangozó Bence magyar öttusázó
- 1995 – Szőke Olivér magyar színész, műsorvezető, zenész
- 1996 – Max Strus amerikai kosárlabdázó
- 2002 – Mehringer Marci magyar énekes, zenész, zeneszerző

## Halálozások
- 1679 – Cseke István magyar jezsuita rendi tanár (* 1628)
- 1851 – Döbrentei Gábor magyar író, fordító, szerkesztő, az MTA tagja, titkára  (* 1785)
- 1881 – Modeszt Petrovics Muszorgszkij orosz zeneszerző, az „Ötök” egyike (* 1839)
- 1903 – Émile Baudot francia mérnök, feltaláló, a baud névadója (* 1845)
- 1906 – Bihari Sándor magyar festőművész (* 1855)
- 1933 – Fridrih Cander (er:Frīdrihs Canders) lett származású mérnök, az Orosz Birodalom, majd a Szovjetunió neves rakétamérnöke és űrhajózási szakértője (* 1877)
- 1941 – Virginia Woolf brit írónő (* 1882)
- 1943 – Sergey Rachmaninov orosz zeneszerző, zongoraművész, karmester (* 1873)
- 1951 – Nagy István magyar földbirtokos, zalai helyi politikus, országgyűlési képviselő (* 1882)
- 1958 – Rácz Aladár Kossuth-díjas magyar cigányzenész, cimbalom-művész (* 1886)
- 1969 – Dwight David Eisenhower tábornok, az Amerikai Egyesült Államok 34. elnöke, hivatalban 1953–1961-ig  (* 1890)
- 1983 – Pálos Ádám László magyar orvos, belgyógyász, hematológus, az MTA tagja (* 1912)
- 1985 – Marc Chagall orosz zsidó származású, francia szürrealista festőművész (* 1887)
- 2004 – Peter Ustinov angol színész, producer, rendező, regényíró és színpadi szerző. (* 1921)
- 2005 – Losonczi Pál tsz-elnök, a Magyar Népköztársaság Elnöki Tanácsának volt elnöke (* 1919)
- 2013 – Richard Griffiths brit színész (* 1947)
- 2018 – Rév Lívia magyar zongoraművész, a Francia Becsületrend lovagja (* 1916)